# 관훈언론상
관훈언론상은 대한민국의 언론인의 모임인 관훈클럽에서 시상하는 언론상이다.

## 개요
관훈클럽은 1977년 창립 20주년을 맞아 신문·통신·방송에서 일하는 언론인 가운데 언론발전에 공적이 뛰어난 사람에게 상을 주어 직업 언론인의 지표로 삼고자 '관훈언론상'을 제정했지만 1980년 3회를 시상한 뒤 중단되었다가 1987년 창립 30주년을 맞아 현재까지 이어오고 있으며 매년 1월 11일 시상식을 개최한다.
관훈언론상은 2014년부터 그 대상을 기존의 신문·방송·통신 뿐만 아니라 인터넷 언론사와 시사 잡지사의 언론인, 한국 주재 외국언론사 특파원과 현지 기자 및 독립적으로 활동하는 언론인으로 범위를 확대하면서 최병우 기자 기념 국제보도상과 합쳐 ▲사회 변화(Social Change) ▲권력 감시(Watchdog) ▲국제 보도(International Reporting) ▲저널리즘 혁신(Innovations in Journalism) 등 4개 부문으로 나뉘어 2014년 12월 10일에 시상을 했다.

## 역대 수상자
|      |        | 수상자                      | 소속         | 공적 내용 |
| ---- | ------ | --------------------------- | ------------ | --- |
| 1회  | 1978년 | 이도형                      | 조선일보     | 안보분야 심층 보도 |
| 2회  | 1979년 | 한륭                        | 한국일보     | 야생동물 촬영보도 |
| 3회  | 1980년 | 안의섭                      | 한국일보     | 만화,만평을 통한 날카로운 비판 |
| 4회  | 1987년 | 류근일                      | 조선일보     | 칼럼을 통해 사회갈등 해소 기여 |
| 5회  | 1988년 | 김종심                      | 동아일보     | 권력에 맞서 사실보도 주력 |
| 6회  | 1989년 | 오홍근                      | 중앙경제     | 위험과 맞서 사실보도 |
| 7회  | 1990년 | 강신구 김성기               | 경향신문     | 상수도 오염실태 보도 |
| 8회  | 1991년 | 박보균 조봉환 신경렬        | 중앙경제 KBS | 내각제 합의각서 보도 대전 폭력두목과 유력인사 술자리 합석사건 보도br/>대전 폭력두목과 유력인사 술자리 합석사건 보도                  |
| 9회  | 1992년 | 김국후                      | 중앙일보     | 북한정권 창출과정의 역사적 비공개 자료 보도                                                                                          |
| 10회 | 1993년 | 김재홍                      | 동아일보     | 성역시 되었던 군과 권력 관계 집중 보도                                                                                               |
| 11회 | 1994년 | 장명수                      | 한국일보     | 칼럼을 통해 사회부조리와 비리를 날카롭게 비판                                                                                        |
| 12회 | 1995년 | 조갑제 황용구               | 조선일보 MBC | 북한 인권문제 보도 부천 세무비리 종합 보도                                                                                           |
| 13회 | 1996년 | 최청림                      | 조선일보     | 서석재 장관의 전직 대통령 4천억원 비자금 발언 보도                                                                                   |
| 14회 | 1997년 | 김상택 이명구               | 경향신문 KBS | 독특한 기법으로 한국 사회상을 날카롭게 풍자, 시사만화의 새로운 경지를 개척 북한행 만류하는 도종화군 부모를 베를린에서 단독 취재 보도 |
| 15회 | 1998년 | 임병걸                      | KBS          | 굶주리는 참담한 북산 실상 폭로 |
| 16회 | 1999년 | 문창극외 22명               | 중앙일보     | 출입처 의존 취재 타파, 3명을 한팀으로 심층 탐사 보도                                                                                 |
| 17회 | 2000년 | 최영훈외 5명                | 동아일보     | 옷로비 녹음테이프 및 최종보고서 특종 보도                                                                                            |
| 18회 | 2001년 | 배우근외 5명                | 진주MBC      | 지리산 자연생태계와 반달곰 취재 보도                                                                                                 |
| 19회 | 2002년 | 신재민외 법조·경찰팀        | 한국일보     | 진승현 게이트 실체 및 이용호 게이트 특종 보도                                                                                        |
| 20회 | 2003년 | 임도경                      | 중앙일보     | 최규선 테이프를 끈질기게 추적, 단독 입수 보도                                                                                        |
| 21회 | 2004년 | 강훈 노원명 박진석          | 한국일보     | SK그룹 비자금사건, 정관계 로비 등을 잇달아 특종 보도                                                                                 |
| 22회 | 2005년 | 정은령 차장 외 9명          | 동아일보     | 영토분쟁 현장 심층 취재 보도 |
| 23회 | 2006년 | 이진동                      | 조선일보     | 국가권력의 불법도청공작 실태 보도 |
| 24회 | 2007년 | 채희창외 3명                | 세계일보     | 공공기관의 정책보고서 문제점 파헤침                                                                                                  |
| 25회 | 2008년 | 공병설외 9명                | 연합뉴스     | 김승연 한화그룹 회장 보복 폭행사건 특종 보도                                                                                         |
| 26회 | 2009년 | 정재용 외 5명               | KBS          | 한국 스포츠의 구조적 문제점을 심층 분석하고 개혁 방향 제시                                                                           |
| 27회 | 2010년 | 최선영 장용훈               | 연합뉴스     | 북한 김정일, 3남 정은 후계자 지명 최초 보도                                                                                          |
| 28회 | 2011년 | 김범주 김지성               | SBS          | 유명환 외교통상부 장관 딸 특혜 채용 특종 보도                                                                                        |
| 29회 | 2012년 | 하어영                      | 한겨레21     | 부산저축은행 불법 특혜인출 특종 |
| 30회 | 2013년 | 김수혜 외 8명 김범주 조기호 | 조선일보 SBS | 연중기획 '부모의 눈물로 울리는 웨딩마치'로 '작은 결혼식' 확산 '김광준 부장검사 거액 수뢰 및 수사 개입' 특종 보도                     |
| 31회 | 2014년 | 고나무외 3명)               | 한겨레신문   | 크라우드 소싱 기법 취재로 전두환 전 대통령 은닉재산 집중 보도                                                                        |

|      |        | 사회 변화                                                                                       | 권력 감시 | 국제 보도                                                          | 저널리즘 혁신 |
| ---- | ------ | ----------------------------------------------------------------------------------------------- | --- | ------------------------------------------------------------------ | --- |
| 32회 | 2014년 | 이슬기, 하채림, 김연숙 연합뉴스 사회부 기자                                                     | 윤진, 황현택 KBS 정치외교부 기자 | 김현기 중앙일보·JTBC 도쿄특파원                                    | 박유리 한겨레 토요판팀 기자 |
| 32회 | 2014년 | 송파 세 모녀 동반 자살 사건 발굴 보도 및 후속 보도                                              | 육군 윤 일병 폭행 사망 사건 가혹행위 추적 보도 | 아베 정권의 보수 우경화 뿌리인 ‘일본회의’ 실체 해부                | 인권 사각지대였던 형제복지원 사건을 소설 구조로 보도                                                                                                  |
| 33회 | 2015년 | 서울신문 특별기획팀(팀장 김상연, 이두걸·유대근·송수연 기자)                                     | 경향신문 (이기수 외 4명) | 한겨레(박현 외 1명)                                                | SBS 스브스뉴스 (심석태 외 4명) |
| 33회 | 2015년 | 대한민국 노블레스 오블리주: 고위 공직자 직계비속의 병역 특혜를 실명으로 심층 추적 보도 서울신문 | 성완종 최후의 인터뷰 및 성완종 리스트 파문 | 미국 MD 전문가들의 한반도 사드 분석 및 일본 배치, 사드 레이더 르포 | 인터넷과 모바일 같은 디지털 플랫폼에서 젊은 세대의 호응을 폭넓게 받는 등 혁신적인 뉴스 모델을 개발했다는 평가                                         |
| 34회 | 2016년 | 수상자 없음                                                                                     | TV조선 사회부(이진동 부장) 한겨레 김의겸 선임기자 등 jTBC사회2부 특별취재팀 | 수상자 없음                                                        | YTN 디지털센터(황선욱 등) |
| 34회 | 2016년 | 수상자 없음                                                                                     | 미르,K스포츠재단 비리 고발과 청와대와 각료인사개입 등 최순실 국정농단 추적보도 최순실이라는 실명을 본격적으로 등장시킨 ‘대기업 돈 288억 걷은 K스포츠재단 이사장은 최순실 단골 마사지 센터장’ 보도와 최순실 국정 개입 관련 추적 보도 태블릿 PC 입수와 ‘대통령 연설 전 연설문 받았다’ 등 최순실 국정 개입을 처음으로 밝힌 보도와 국정개입 관련 후속 보도 | 수상자 없음                                                        | 모바일 제보 시스템을 통한 참여 저널리즘 구현 |
| 35회 | 2017년 | 한겨레신문 류이근, 임인택, 조일준, 최현준, 임지선                                               | 시사In 특별취재팀(주진우,차형석,천관률,김은지,김동인,전혜원,김연희,신한슬) | TV조선 엄상섭, 김남성,최우정,백대우,이채현                         | 동아일보 청년일자리 특별취재팀(김윤종,유성열,김도형,주애진,김수연,김배중,김동혁,한기재,최지선,위은지)                                                 |
| 35회 | 2017년 | 공공기관의 채용비리 보도해 전수조사와 처벌강화 등 법과 제도개선 기여                            | 안종범의 업무수첩 51권 단독보도 | 김정남 독극물 VX 암살사건 세계 최초보도                            | 청년실업 문제를 스토리텔링과 취업준비생이 뉴스제작에 기여한 뉴스생산자+뉴스소비자 결합형 보도하고 신문과 SNS를 연계하는 크로스오버 뉴스보도 모델 제시 |

## 같이 보기
- 이달의 기자상
- 이달의 방송기자상
- 한국기자상
- 한국방송기자대상